# Рооде, Яков Фомич
Яков Фомич Рооде (ум. 13 октября 1806) — действительный статский советник (1793).

## Биография
В 1739 году поступил на русскую военную службу; в 1762 году перешёл на статскую. С 1768 года — надворный советник. В 1770-х годах  служил в канцелярии Главного правления Сибирских, Казанских и Оренбургских заводов в Екатеринбурге. В этом качестве Рооде участвовал в управлении горными заводами и выполнял различные поручения: так, в конце 1770-х годов он руководил созданием на уральских заводах чугунных Готических ворот для украшения Царскосельского парка императрицы Екатерины Великой. 
Кроме того, Рооде состоял членом Горной экспедиции (здесь — департамента) золотых производств Берг-коллегии. Статский советник (1785), кавалер ордена Святого Владимира 4-й степени. Не позднее 1789 года Рооде был назначен начальником казённой Петергофской гранильной фабрики, производившей, преимущественно изделия из цветных поделочных камней для украшения императорских дворцов. В 1793 году был произведён в действительные статские советники.
Скончался Рооде  13-го октября 1806 года (по старому стилю), уже находясь в отставке.